# Juan Antonio Bayona
Juan Antonio Bayona (ur. 9 maja 1975 w Barcelonie) – hiszpański reżyser i scenarzysta filmowy, pracujący przeważnie za granicą. Specjalista od kina gatunkowego. Reżyseruje także teledyski i reklamy telewizyjne.
Autor głośnego horroru Sierociniec (2007), za który otrzymał w 2008 nagrodę Goya dla najlepszego debiutującego reżysera. Po sukcesie filmu, Bayona zaczął tworzyć wysokobudżetowe hollywoodzkie produkcje w języku angielskim. Nakręcił film katastroficzny Niemożliwe (2012) o przebiegu tsunami z 2004 r. oraz film fantasy Siedem minut po północy (2016). Za wszystkie trzy wymienione obrazy otrzymał nagrody Goya, najwyższe wyróżnienie hiszpańskiego przemysłu filmowego.
Był reżyserem piątej części cyklu Park jurajski – Jurassic World: Upadłe królestwo (2018).
W 2023 roku wyreżyserował Śnieżne bractwo, film biograficzny opowiadający o 29 pasażerach, którzy muszą przeżyć w samym centrum Andów. Film otrzymał 2 nominacje do Oscarów oraz zdobył 2 nagrody Europejskiej Akademii Filmowej.
Zasiadał w jury konkursu głównego na 77. MFF w Cannes (2024).

## Filmografia

### Reżyser
- 2007: Sierociniec (El orfanato)
- 2012: Niemożliwe (Lo imposible)
- 2016: Siedem minut po północy (A Monster Calls)
- 2018: Jurassic World: Upadłe królestwo (Jurassic World: Fallen Kingdom)
- 2023: Śnieżne bractwo (La sociedad de la nieve)